# João Albuquerque
João Albuquerque, né le 25 décembre 1986 à Barreiro, est un homme politique portugais, membre du Parti socialiste. Il est député européen de 2022 à 2024. 

## Biographie
Diplômé en sciences politiques et relations internationales et titulaire d'un master en histoire, défense et relations internationales, João Albuquerque a présidé les Jeunes socialistes européens (YES, acronyme anglophone des Jeunes socialistes européens) et a travaillé dans plusieurs domaines, y compris récemment des postes de conseil politique et d'assistant parlementaire au Parlement européen.
Il est candidat aux élections européennes de 2019 mais n'est pas élu. Il devient député européen le 13 septembre 2022 en remplacement de Manuel Pizarro, nommé ministre de la Santé. Il siège jusqu'à la fin de la législature en juillet 2024.